# Carnaval da Finlândia

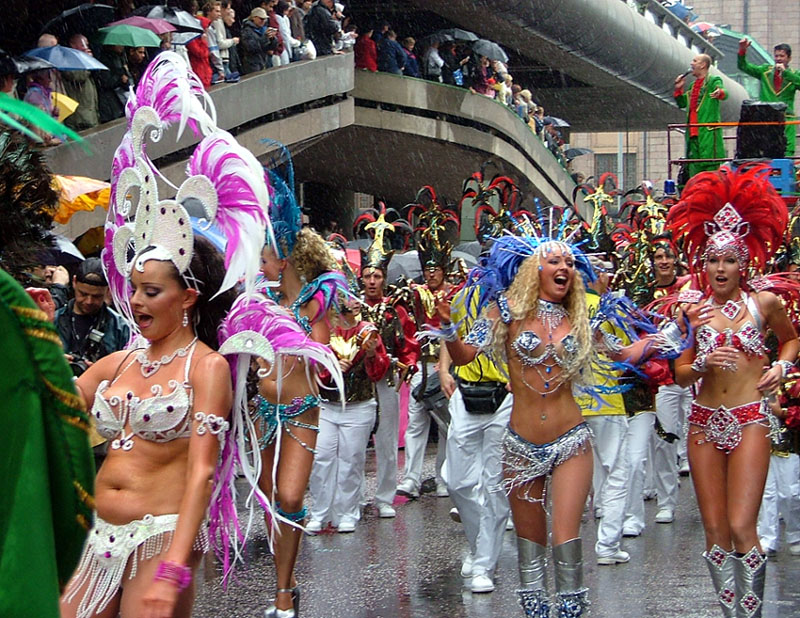

Carnaval da Finlândia é um evento que se concentra na capital do país, Helsinque, sendo chamado de Helsinki Samba Carnaval. 
Essa festividade ocorre num fim de semana no meio do ano, normalmente por ocasião do dia da cidade de Helsínque a 12 de junho, devido à impossibilidade de realizá-lo nos meses de fevereiro ou março - quando ocorre na maior parte do mundo - devido às baixíssimas temperaturas do país nessa época do ano.

## História
Sem muita tradição própria, porém experimentando bastante crescimento e organização, o carnaval finlandês do século XXI é fortemente influenciado por tradições brasileiras, tais como a existência de um desfile de escolas de samba. Em 2007, o evento contou com a participação da presidente do país, Tarja Halonen.
A responsável pela organização do desfile é a Suomen Sambakoulujen Liitto, chamada em Inglês de Association of Samba Schools in Finland e em português de União das Escolas de Samba na Finlândia, cujas filiadas correspondem a sete escolas de samba, porém só cinco concorrem ao título do carnaval.

## As Escolas de Samba

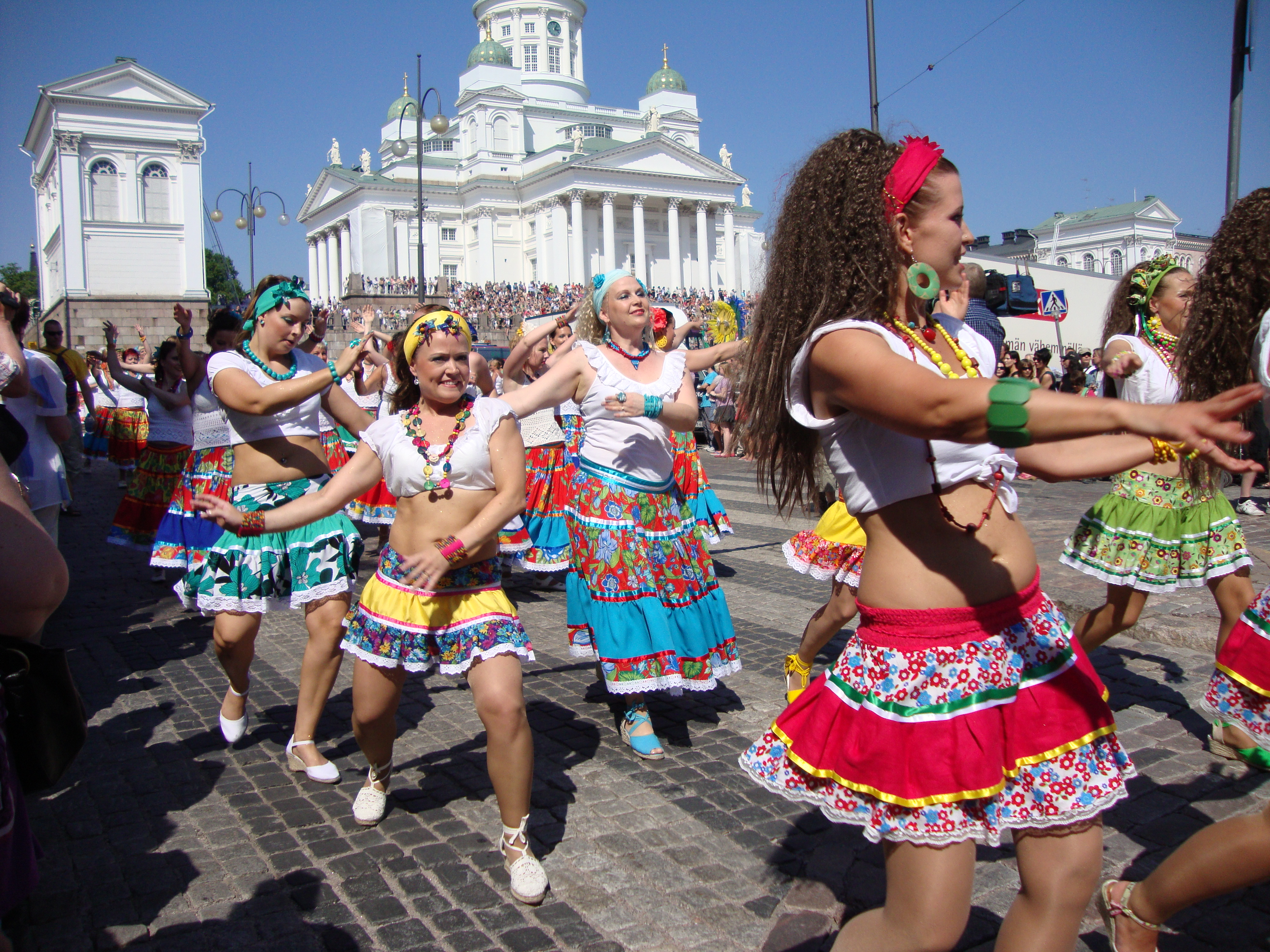
Carnaval Finlândes, no ano de 2011.

- Império do Papagaio - É uma escola de samba situada na cidade de Helsinki, na Finlândia[3].É uma das fundadoras da Association of Samba Schools in Finland (ASSF), entidade que reúne as cinco maiores forças do carnaval do país.
- Força Natural - É  mais uma escola de samba situada na capital da Finlândia[3] .
- Carioca - É uma escola de samba situada na cidade de Turku[3] .
- Maracanã - É uma escola de samba sitruada na cidade de Lahti[3], seu nome é uma referência ao estádio, sendo este o seu símbolo, foi fundada em 1981, por Martin Finch e Jore Marjaranta. sendo uma entidade sem fins lucrativos, tendo um membro na Liga das Escolas de Samba.
- El Gambo - É uma escola de samba da cidade de Kokkola[3], e também uma das fundadoras da Association of Samba Schools in Finland (ASSF), entidade que reúne as cinco maiores forças do carnaval do país., seu nome é uma referência ao bairro da Gamboa[4], que segundo seus integrantes, seria um dos berços do samba.
- Samba Tropical - É uma escola de samba situada na cidade de Seinäjoki[3] .
- União da Roseira - É uma escola de samba situada na cidade de Tampere, na Finlândia[3].